# Фудбалска репрезентација Италије
Фудбалска репрезентација Италије је национални фудбалски тим Италије, и контролише је Фудбалски савез Италије (FIGC - Federazione Italiana Giuoco Calcio)
Италија је једна од најуспешнијих фудбалских репрезентација, освојивши четири светска, и два Европска фудбалска првенства. Традиционалне боје репрезентације су небеско плаве (итал. azzurro) и по њима су чланови тима добили надимак Азури.

## Резултати репрезентације

### Светска првенства
| Година | Коло                  | Позиција              | Од.                   | П                     | Н                     | И                     | ГД                    | ГП                    |
| ------ | --------------------- | --------------------- | --------------------- | --------------------- | --------------------- | --------------------- | --------------------- | --------------------- |
| 1930   | Није учествовала      | Није учествовала      | Није учествовала      | Није учествовала      | Није учествовала      | Није учествовала      | Није учествовала      | Није учествовала      |
| 1934   | Првак                 | 1.                    | 5                     | 4                     | 1                     | 0                     | 11                    | 3                     |
| 1938   | Првак                 | 1.                    | 4                     | 4                     | 0                     | 0                     | 11                    | 5                     |
| 1950   | Групна фаза           | 7.                    | 2                     | 1                     | 0                     | 1                     | 4                     | 3                     |
| 1954   | Групна фаза           | 10.                   | 3                     | 1                     | 0                     | 2                     | 6                     | 7                     |
| 1958   | Није се квалификовала | Није се квалификовала | Није се квалификовала | Није се квалификовала | Није се квалификовала | Није се квалификовала | Није се квалификовала | Није се квалификовала |
| 1962   | Групна фаза           | 9.                    | 3                     | 1                     | 1                     | 1                     | 3                     | 2                     |
| 1966   | Групна фаза           | 9.                    | 3                     | 1                     | 0                     | 2                     | 2                     | 2                     |
| 1970   | Финале                | 2.                    | 6                     | 3                     | 2                     | 1                     | 10                    | 8                     |
| 1974   | Групна фаза           | 10.                   | 3                     | 1                     | 1                     | 1                     | 5                     | 4                     |
| 1978   | Утакмица за 3. место  | 4.                    | 7                     | 4                     | 1                     | 2                     | 9                     | 6                     |
| 1982   | Првак                 | 1.                    | 7                     | 4                     | 3                     | 0                     | 12                    | 6                     |
| 1986   | Осмина финала         | 11.                   | 4                     | 1                     | 2                     | 1                     | 5                     | 6                     |
| 1990   | 3. место              | 3.                    | 7                     | 6                     | 1                     | 0                     | 10                    | 2                     |
| 1994   | Финале                | 2.                    | 7                     | 4                     | 2                     | 1                     | 8                     | 5                     |
| 1998   | Четвртфинале          | 5.                    | 5                     | 3                     | 2                     | 0                     | 8                     | 3                     |
| 2002   | Осмина финала         | 12.                   | 4                     | 1                     | 1                     | 2                     | 5                     | 5                     |
| 2006   | Првак                 | 1.                    | 7                     | 5                     | 2                     | 0                     | 12                    | 2                     |
| 2010   | Групна фаза           | 26.                   | 3                     | 0                     | 2                     | 1                     | 4                     | 5                     |
| 2014   | Групна фаза           | 22.                   | 3                     | 1                     | 0                     | 2                     | 2                     | 3                     |
| 2018   | Није се квалификовала | Није се квалификовала | Није се квалификовала | Није се квалификовала | Није се квалификовала | Није се квалификовала | Није се квалификовала | Није се квалификовала |
| 2022   | Није се квалификовала | Није се квалификовала | Није се квалификовала | Није се квалификовала | Није се квалификовала | Није се квалификовала | Није се квалификовала | Није се квалификовала |
| Укупно | 18/22                 | 4 титуле              | 83                    | 45                    | 21                    | 17                    | 128                   | 77                    |

### Европска првенства
| Година | Коло                  | Позиција              | Од.                   | П                     | Н                     | И                     | ГД                    | ГП                    |
| ------ | --------------------- | --------------------- | --------------------- | --------------------- | --------------------- | --------------------- | --------------------- | --------------------- |
| 1960.  | Није учествовала      | Није учествовала      | Није учествовала      | Није учествовала      | Није учествовала      | Није учествовала      | Није учествовала      | Није учествовала      |
| 1964.  | Није се квалификовала | Није се квалификовала | Није се квалификовала | Није се квалификовала | Није се квалификовала | Није се квалификовала | Није се квалификовала | Није се квалификовала |
| 1968.  | Првак                 | 1.                    | 3                     | 1                     | 2                     | 0                     | 3                     | 1                     |
| 1972.  | Није се квалификовала | Није се квалификовала | Није се квалификовала | Није се квалификовала | Није се квалификовала | Није се квалификовала | Није се квалификовала | Није се квалификовала |
| 1976.  | Није се квалификовала | Није се квалификовала | Није се квалификовала | Није се квалификовала | Није се квалификовала | Није се квалификовала | Није се квалификовала | Није се квалификовала |
| 1980.  | Утакмица за 3. место  | 4.                    | 4                     | 1                     | 3                     | 0                     | 2                     | 1                     |
| 1984.  | Није се квалификовала | Није се квалификовала | Није се квалификовала | Није се квалификовала | Није се квалификовала | Није се квалификовала | Није се квалификовала | Није се квалификовала |
| 1988.  | Полуфинале            | 3.                    | 4                     | 2                     | 1                     | 1                     | 4                     | 3                     |
| 1992.  | Није се квалификовала | Није се квалификовала | Није се квалификовала | Није се квалификовала | Није се квалификовала | Није се квалификовала | Није се квалификовала | Није се квалификовала |
| 1996.  | Групна фаза           | 10.                   | 3                     | 1                     | 1                     | 1                     | 3                     | 3                     |
| 2000.  | Финале                | 2.                    | 6                     | 4                     | 1                     | 1                     | 9                     | 4                     |
| 2004.  | Групна фаза           | 9.                    | 3                     | 1                     | 2                     | 0                     | 3                     | 2                     |
| 2008.  | Четвртфинале          | 8.                    | 4                     | 1                     | 2                     | 1                     | 3                     | 4                     |
| 2012.  | Финале                | 2.                    | 6                     | 2                     | 3                     | 1                     | 6                     | 7                     |
| 2016.  | Четвртфинале          | 5.                    | 5                     | 3                     | 1                     | 1                     | 6                     | 2                     |
| 2020.  | Првак                 | 1.                    | 7                     | 5                     | 2                     | 0                     | 13                    | 4                     |
| 2024.  | Осмина финала         | 13.                   | 4                     | 1                     | 1                     | 2                     | 3                     | 5                     |
| Укупно | 11/17                 | 2 титуле              | 49                    | 22                    | 19                    | 8                     | 55                    | 36                    |

### Лига нација
| Рекорди у УЕФА Лиги нација | Рекорди у УЕФА Лиги нација | Рекорди у УЕФА Лиги нација | Рекорди у УЕФА Лиги нација | Рекорди у УЕФА Лиги нација | Рекорди у УЕФА Лиги нација | Рекорди у УЕФА Лиги нација | Рекорди у УЕФА Лиги нација | Рекорди у УЕФА Лиги нација | Рекорди у УЕФА Лиги нација | Рекорди у УЕФА Лиги нација |
| Сезона                     | Лига                       | Група                      | ИГ                         | П                          | Н                          | И                          | ГД                         | ГП                         | П/И                        | Поз.                       |
| -------------------------- | -------------------------- | -------------------------- | -------------------------- | -------------------------- | -------------------------- | -------------------------- | -------------------------- | -------------------------- | -------------------------- | -------------------------- |
| 2018/19.                   | А                          | 3                          | 4                          | 1                          | 2                          | 1                          | 2                          | 2                          | Same position              | 8.                         |
| 2020/21.                   | А                          | 1                          | 8                          | 4                          | 3                          | 1                          | 10                         | 5                          | Same position              | 3.                         |
| 2022/23.                   | А                          | 3                          | 8                          | 4                          | 2                          | 2                          | 12                         | 11                         | Same position              | 3.                         |
| Укупно                     | Укупно                     | Укупно                     | 20                         | 9                          | 7                          | 4                          | 24                         | 18                         |                            |                            |

### Куп конфедерација
| Година         | Коло                  | Позиција              | Од.                   | П                     | Н                     | И                     | ГД                    | ГП                    |
| -------------- | --------------------- | --------------------- | --------------------- | --------------------- | --------------------- | --------------------- | --------------------- | --------------------- |
| 1992. до 2005. | Није се квалификовала | Није се квалификовала | Није се квалификовала | Није се квалификовала | Није се квалификовала | Није се квалификовала | Није се квалификовала | Није се квалификовала |
| 2009.          | Групе                 | 5.                    | 3                     | 1                     | 0                     | 2                     | 3                     | 5                     |
| 2013.          | 3. место              | 3.                    | 5                     | 2                     | 2                     | 1                     | 10                    | 10                    |
| 2017.          | Није се квалификовала | Није се квалификовала | Није се квалификовала | Није се квалификовала | Није се квалификовала | Није се квалификовала | Није се квалификовала | Није се квалификовала |
| Укупно         | 3. место              | 2/10                  | 8                     | 3                     | 2                     | 3                     | 13                    | 15                    |

## Тренутни састав
Ажурирано 14. октобра 2018.
| #                     | Име                  | Датум рођења       | Наступи | Голови  | Клуб             |
| Голмани               | Голмани              | Голмани            | Голмани | Голмани | Голмани          |
| --------------------- | -------------------- | ------------------ | ------- | ------- | ---------------- |
| 1                     | Салваторе Сиригу     | 12. јануар 1987.   | 18      | 0       | Торино           |
| 12                    | Матија Перин         | 10. новембар 1992. | 2       | 0       | Јувентус         |
| 22                    | Ђанлуиђи Донарума    | 25. фебруар 1999.  | 10      | 0       | Милан            |
| Одбрамбени играчи     |                      |                    |         |         |                  |
| 2                     | Кристијано Пичини    | 26 септембар 1992. | 2       | 0       | Валенсија        |
| 3                     | Ђорђо Кјелини (к)    | 14. август 1984.   | 99      | 8       | Јувентус         |
| 4                     | Доменико Кришито     | 30. децембар 1986. | 26      | 0       | Ђенова           |
| 13                    | Франческо Асерби     | 10. фебруар 1988.  | 2       | 0       | Лацио            |
| 15                    | Кристијано Бирађи    | 1. септембар 1992. | 3       | 1       | Фиорентина       |
| 16                    | Алесандро Флоренци   | 11. март 1991.     | 30      | 2       | Рома             |
| 19                    | Леонардо Бонучи      | 10. јун 1987.      | 83      | 6       | Јувентус         |
| Играчи средине терена |                      |                    |         |         |                  |
| 5                     | Ђакомо Бонавентура   | 22. август 1989.   | 14      | 0       | Милан            |
| 6                     | Марко Верати         | 5. новембар 1992.  | 27      | 1       | Париз Сен Жермен |
| 7                     | Лоренцо Пелегрини    | 19. јун 1996.      | 8       | 0       | Рома             |
| 8                     | Жоржињо              | 20. децембар 1991. | 12      | 1       | Челси            |
| 18                    | Роберто Гаљардини    | 7. април 1994.     | 5       | 0       | Интер            |
| 23                    | Николо Барела        | 7. фебруар 1997.   | 2       | 0       | Каљари           |
| Нападачи              |                      |                    |         |         |                  |
| 9                     | Кевин Ласања         | 10. август 1992.   | 1       | 0       | Удинезе          |
| 10                    | Лоренцо Инсиње       | 4. јун 1991.       | 29      | 4       | Наполи           |
| 11                    | Доменико Берарди     | 1. август 1994.    | 3       | 0       | Сасуоло          |
| 14                    | Федерико Кјеза       | 25. октобар 1997.  | 9       | 0       | Фиорентина       |
| 17                    | Чиро Имобиле         | 20. фебруар 1990.  | 34      | 7       | Лацио            |
| 20                    | Федерико Бернардески | 16. фебруар 1994.  | 16      | 2       | Јувентус         |
| 21                    | Себастијан Ђовинко   | 21. април 1990.    | 23      | 1       | Торонто          |

## Статистика играча
| Место | Име                 | Време     | Бр. утакмица | Бр. голова |
| ----- | ------------------- | --------- | ------------ | ---------- |
| 1.    | Ђанлуиђи Буфон      | 1997—2017 | 176          | 0          |
| 2.    | Фабио Канаваро      | 1997—2010 | 136          | 2          |
| 3.    | Паоло Малдини       | 1998—2002 | 126          | 7          |
| 4.    | Данијеле де Роси    | 2004—2017 | 117          | 21         |
| 5.    | Андреа Пирло        | 2002—2015 | 116          | 13         |
| 6.    | Дино Зоф            | 1968—1983 | 112          | 0          |
| 7.    | Ђорђо Кјелини       | 2004—     | 99           | 8          |
| 8.    | Ђанлука Замброта    | 1999—2010 | 98           | 2          |
| 9.    | Ђачинто Факети      | 1963—1977 | 94           | 3          |
| 10.   | Алесандро дел Пјеро | 1995—2008 | 91           | 27         |

| Место | Име                 | Време     | Бр. голова | Бр. утакмица |
| ----- | ------------------- | --------- | ---------- | ------------ |
| 1.    | Луиђи Рива          | 1965—1974 | 35         | 42           |
| 2.    | Ђузепе Меаца        | 1930—1939 | 33         | 53           |
| 3.    | Силвио Пиола        | 1935—1952 | 30         | 34           |
| 4.    | Роберто Бађо        | 1988—2004 | 27         | 56           |
| 4.    | Алесандро дел Пјеро | 1995—2008 | 27         | 91           |
| 6.    | Адолфо Балонцијери  | 1920—1930 | 25         | 47           |
| 6.    | Филипо Инзаги       | 1995—2004 | 25         | 57           |
| 6.    | Алесандро Алтобели  | 1980—1988 | 25         | 61           |
| 9.    | Кристијан Вијери    | 1997—2005 | 23         | 49           |
| 9.    | Франћеско Грацијани | 1958—1970 | 23         | 64           |

- Подебљана имена играча означавају да су активни, 18. октобар 2018.

## Позиција на Фифиној ранг-листи
У следећој табели су приказане позиције италијанске репрезентације на Фифиној ранг-листи:
| Година | Позиција | Највиша | Најнижа |
| ------ | -------- | ------- | ------- |
| 1993.  | 2        | 1       | 3       |
| 1994.  | 4        | 2       | 16      |
| 1995.  | 3        | 2       | 6       |
| 1996.  | 10       | 2       | 10      |
| 1997.  | 9        | 6       | 16      |
| 1998.  | 7        | 6       | 16      |
| 1999.  | 14       | 4       | 14      |
| 2000.  | 4        | 4       | 14      |
| 2001.  | 6        | 4       | 6       |
| 2002.  | 13       | 4       | 13      |
| 2003.  | 10       | 8       | 14      |
| 2004.  | 10       | 8       | 11      |
| 2005.  | 12       | 10      | 14      |

| Година | Позиција | Највиша | Најнижа |
| ------ | -------- | ------- | ------- |
| 2006.  | 2        | 2       | 14      |
| 2007.  | 3        | 1       | 3       |
| 2008.  | 4        | 2       | 4       |
| 2009.  | 4        | 4       | 5       |
| 2010.  | 14       | 4       | 16      |
| 2011.  | 9        | 6       | 14      |
| 2012.  | 4        | 4       | 12      |
| 2013.  | 7        | 4       | 8       |
| 2014.  | 11       | 7       | 14      |
| 2015.  | 15       | 10      | 17      |
| 2016.  | 16       | 10      | 16      |
| 2017.  | 14       | 12      | 17      |
| 2018.  |          |         |         |